# Theater am Werk

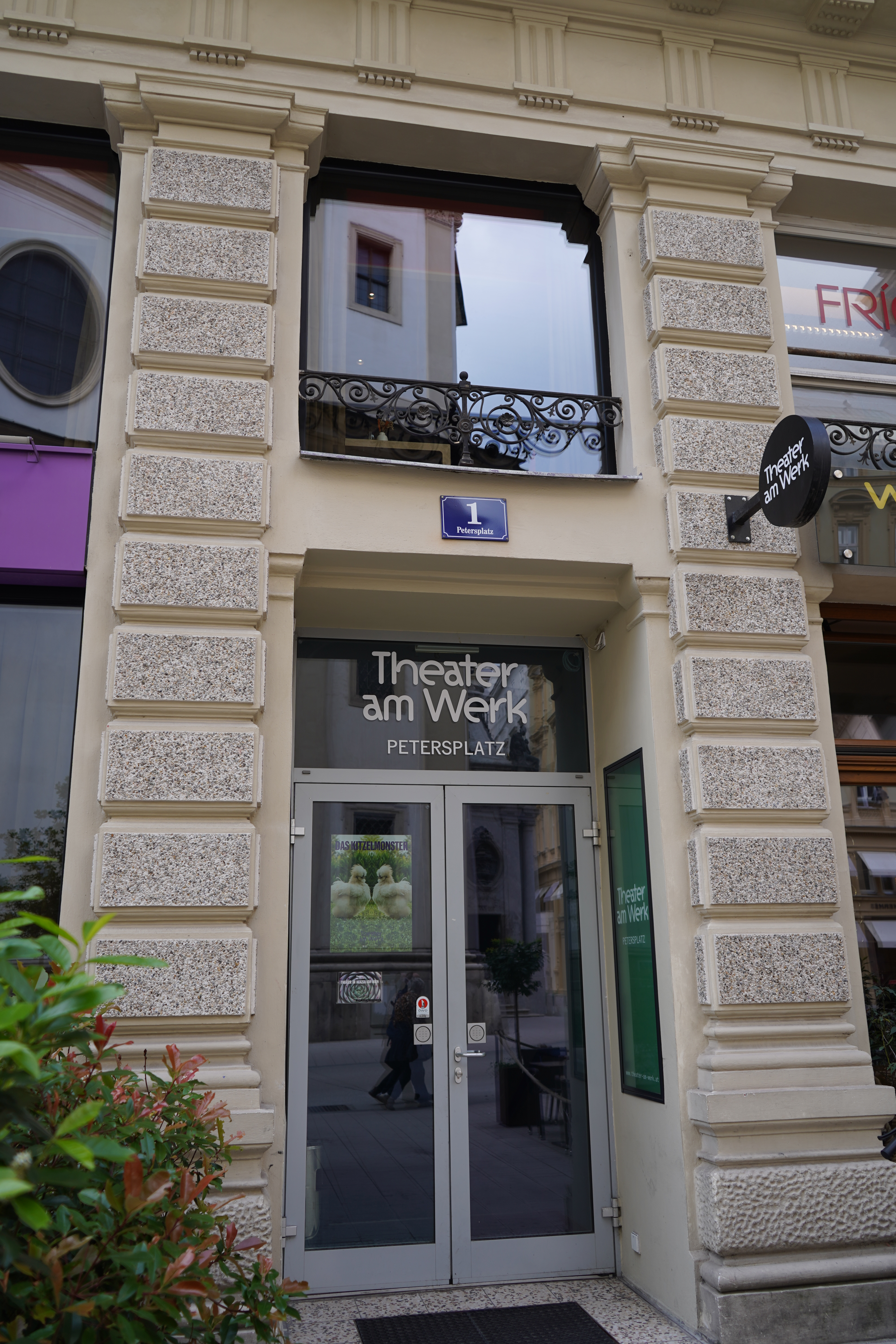
Spielstätte Petersplatz

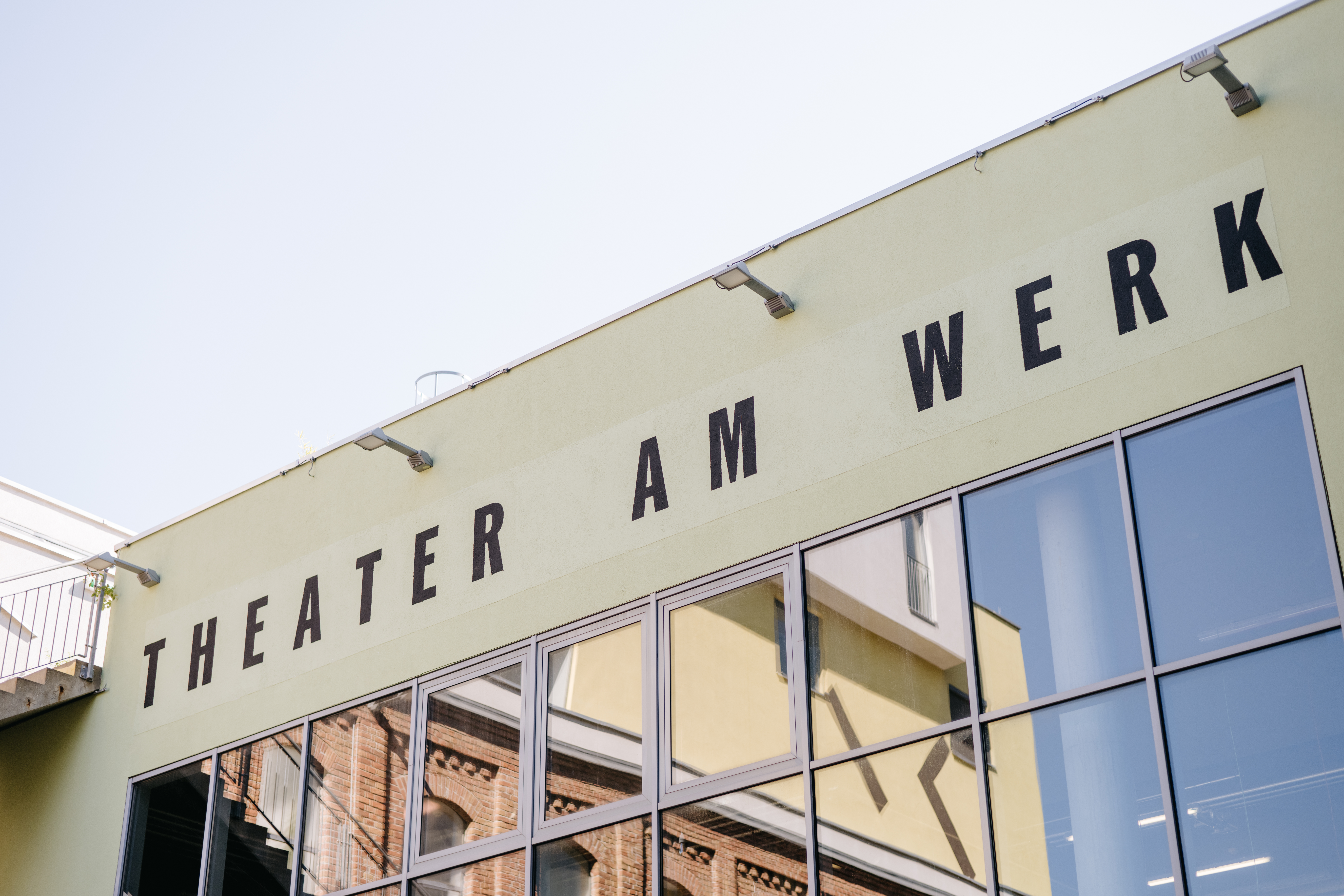
Spielstätte Kabelwerk

Das Theater am Werk (TaW) ist eine der Mittelbühnen Wiens und wurde am 6. Oktober 2023 unter der künstlerischen Geschäftsführung von Esther Holland-Merten und der kaufmännischen Geschäftsführung von Alexandra Jachim eröffnet. Das Theater am Werk hat zwei Spielstätten, Theater am Werk am Petersplatz und Theater am Werk im Kabelwerk.
Das Theater am Werk produziert zeitgenössische Theaterproduktionen und unterstützt darstellende Künste, die multimedial arbeiten und die Erzählformen des Theaters weiter entwickeln. Die Eigenproduktionen vom Theater am Werk suchen nach dem Besonderen für Wien und das Publikum. In Koproduktionen und Kooperationen unterstützt das Theater am Werk die freie Theaterszene Wiens und Österreichs.
Die Vielfalt des Programms bildet sich an beiden Spielorten ab: Am Petersplatz, einem traditionsreichen Ort, der inmitten von Museen und Kunsttradition immer auch schon das Neue initiiert hat, wird zusätzlich dem Nachwuchs Raum gegeben. Unter anderem in Kooperationen mit österreichischen Kunstuniversitäten sucht dieser Ort den künstlerischen Wildwuchs, der in der Inneren Stadt nurmehr rar zu finden ist.
Im Kabelwerk, einem Ort, der mit der Entwicklung des Stadtgebietes gewachsen ist, bekommt zusätzlich zum künstlerischen Programm vor allem der Dialog mit der Stadt Raum. Die Interaktion mit den Bewohnern der Stadt wird intensiviert und ausgebaut. Das Theater am Werk ist ein Ort für die Erzählungen dieser Stadt. Es verschafft Stimmen Gehör und gibt den Vielen der Stadt eine Öffentlichkeit.

## Geschichte
Das Theater am Werk am Petersplatz (davor Werk X-Petersplatz und Werk X-Eldorado, Garage X Theater Petersplatz bzw. Ensemble Theater) ist ein Theater im 1. Wiener Gemeindebezirk Innere Stadt am Petersplatz und befindet sich im Keller eines Gründerzeithauses am Petersplatz 1. Diese Räumlichkeiten werden seit Ende des 19. Jahrhunderts kulturell genutzt, denn bereits 1873 gab es die erste Erwähnung über ein Kellerlokal. Im Oktober 1958 eröffnete der Klarinettist Fatty George „Fatty's Saloon“. Jazzmusiker wie Louis Armstrong waren hier zu hören, bis „Fatty's Saloon“ 1963 geschlossen wurde. Danach war das Art-Center (mit der Einrichtung des Saloons) ein Bohèmetreff, der bis 1966 in Betrieb war. Die Räumlichkeiten wurden 1982 wiederbelebt, als feste Bühne von einer Theatergruppe unter Leitung des Regisseurs Dieter Haspel. Unter dem Namen Ensemble Theater spielte die Gruppe in unmittelbarer Nähe ihres Entstehungsortes, des Café Einfalt in der Goldschmiedgasse. Das Ensemble Theater und die neuen Theaterräumlichkeiten wurden mit Bertolt Brechts „Die Dreigroschenoper“ in der Inszenierung des künstlerischen Leiters Dieter Haspel eröffnet. Zeitgenössische Autoren wie Wolfgang Bauer und Heinz Rudolf Unger, Heiner Müller, Botho Strauss u. v. a. standen neben vielen Stücken von Bertolt Brecht auf dem Spielplan. 2009 wurde das Theater von Harald Posch und Ali Abdullah übernommen und nach einer Sanierung unter dem Namen Garage X Theater Petersplatz unter neuer künstlerischer Leitung am 27. November 2009 wiedereröffnet.
Das Theater am Werk im Kabelwerk entstand im Zuge des Stadtentwicklungsprojekts 'Stadt 2000', das für die zukünftige Nutzung des stillgelegten Geländes der Kabel- und Drahtwerke AG in der Oswaldgasse in Meidling entscheidend war. Dieses Gelände war seit 1997 ein Ort für Kunstschaffende – neben Ausstellungen und Medienexperimenten fanden Theateraufführungen (u. a. Wiener Festwochen) statt und wurden performative Projekte realisiert, ebenso wie größer angelegte Projekte wie die Visionale 2000, einer Messe der Initiativen, an der 69 Organisationen aus dem In- und Ausland beteiligt waren. 2004 wurde auf dem ca. 68.000 Quadratmeter umfassenden Areal mit dem Wohnungsbau begonnen, unter der Prämisse, dass im Kabelwerk weiterhin Raum für Kunst und Kultur zur Verfügung steht. 2009 wurde das Kulturzentrum Palais Kabelwerk fertiggestellt. Mit der Spielzeit 2014/2015 wurde die Garage X mit dem Palais Kabelwerk zusammengelegt, die Spielstätte in Meidling wurde bis 2023 unter dem Namen „Werk X“ geführt, während das Werk X Eldorado (später „Werk X Petersplatz“), wie die Spielstätte am Petersplatz dann genannt wurde, als kuratierte Spielstätte für die freie Szene Wiens zur Verfügung stand.

### Theater am Werk seit Spielzeit 2023/24
Die erste Spielzeit des Theaters am Werk 2023/2024 bot programmatische Highlights, so u. a. zur Eröffnung die österreichische Erstaufführung von Ewald Palmetshofers „Die Verlorenen“ in der Inszenierung von Maria Sendlhofer und die Uraufführung von „Minihorror“, einem Roman von Barbi Marković in der Inszenierung von Asli Kislal, der mit dem Preis der Leipziger Buchmesse 2024 ausgezeichnet wurde. Weitere viel beachtete Produktionen waren „T – Fuckhead and friends“, eine 72-Stunden Performance von Fuckhead rund um den österreichischen Sänger und Musiker Didi Bruckmayr, die Uraufführung „PEACES“ von Volker Schmidt, eingeladen zu den Autor_innentheatertagen Berlin 2024 sowie die österreichischen Erstaufführungen von „Im Menschen muss alles herrlich sein“ von Sasha Marianna Salzmann in der Inszenierung von Mirja Biel sowie „Blutbuch“ von Kim de l’Horizon, ausgezeichnet mit dem Deutschen Buchpreis 2022, in der Inszenierung von Paul Spittler und diverse Performances des diverCITYLAB.
Außerdem war das Theater am Werk im April 2024 Gastgeberin der Jahreskonferenz der Dramaturgischen Gesellschaft. Diese Tagung versammelt jährlich einmal, an jeweils wechselnden Theatern, hunderte Dramaturgen und Theaterschaffende aus dem deutschsprachigen Raum, die sich zum inhaltlichen Austausch, zum Netzwerken und zum Nachdenken über die Zukunft des Theaters zusammenfinden, innerhalb eines viertätigen Programms, mit renommiert besetzten Podien und Gesprächsrunden.
Ebenso ist das preisgekrönte Vorarlberger aktionstheater ensemble und die Wiener Performance Gruppe Toxic Dreams regelmäßig mit ihren Aufführungen am Theater am Werk zu sehen.

## Kooperationen
Das Theater am Werk kooperiert mit: Botschaft der Bundesrepublik Deutschland in Wien, Bundesministerium für Europäische und internationale Angelegenheiten, Der Standard, FALTER, Ö1, Hunger auf Kunst und Kultur, Vorteilsclub der Stadt Wien, PAKT – Plattform der Häuser darstellender Künste Wien, Weinhaus Pfandler „Zu den Seligen Affen“, aktionstheater ensemble, Archivum XX, Blind Date Collaboration, Das Planetenparty Prinzip, die werker*innen, diverCITYLAB, Dramaturgische Gesellschaft, Fearleaders Vienna, Filmakademie Wien, FOMP, Fuckhead, IG MELO, Jahresendzeitschokoladenhohlkörper Kollektiv Festival, Kreativ-Kultur, LizArt Productions, Mittelschule Johannes-Hoffmann-Platz, Musik und Kunst Privatuniversität der Stadt Wien, new space company, partner in crime, PCCC* Family, Peira, Spitzwegerich, Splitscreen Entertainment, Stadt Wien – Soziales, Sozial- und Gesundheitsrecht, Theaterkollektiv Hybrid, theaternyx*, toxic dreams, uniT Graz, Universität für Musik und Darstellende Kunst Wien, Verein für gesellschaftspolitische Positionen, Verein für Kunstvermischung, Verein GIN – Gemeinwesen | Inklusion | Normalisierung, Volkshilfe, Volkshochschule Meidling, Wachau Kultur Melk, WIENER WORTSTAETTEN.